# Test CAMP

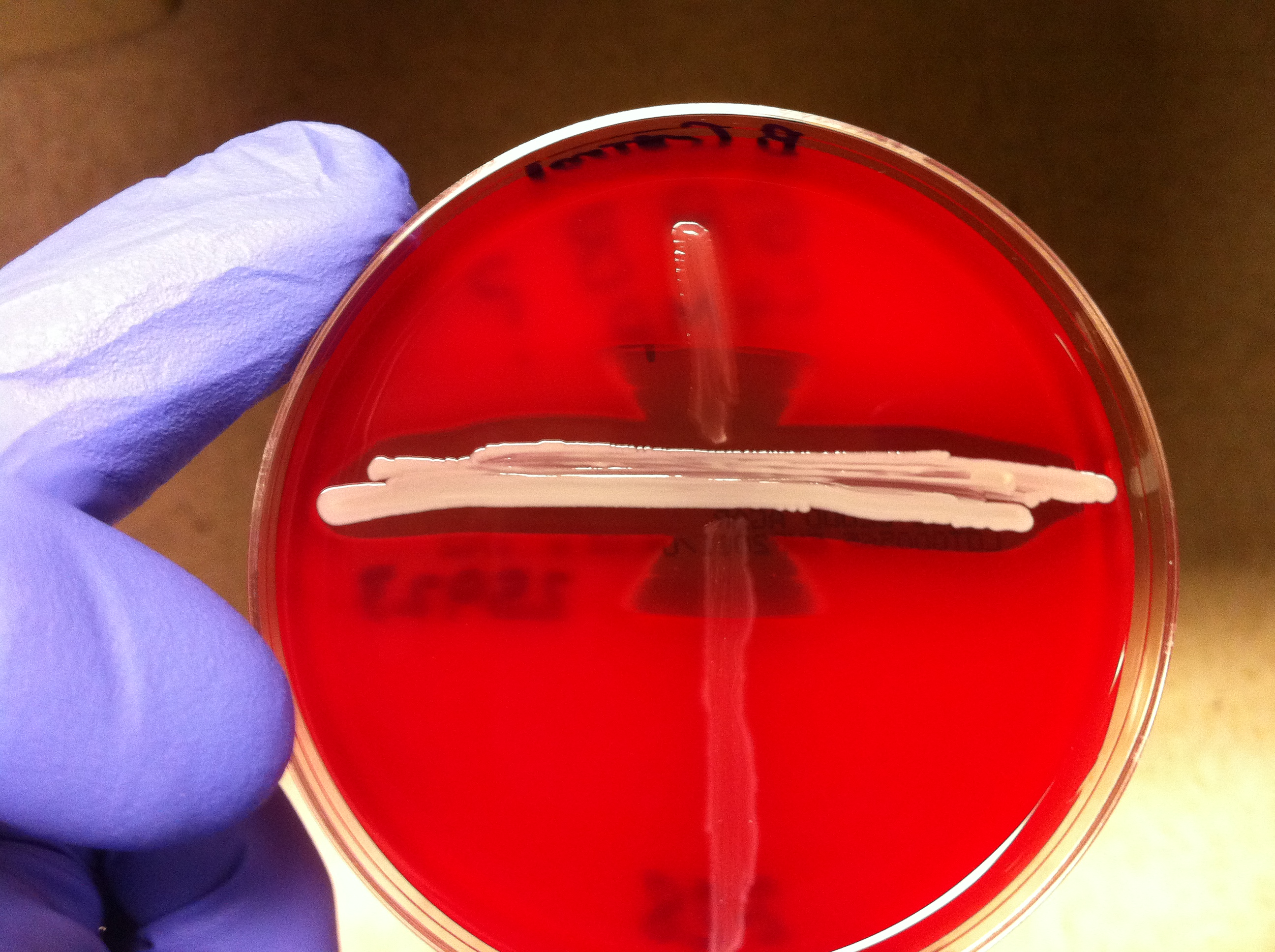
Przykład pozytywnego wyniku testu CAMP potwierdzającego obecność Streptococcus agalactiae

Test CAMP - test używany w identyfikacji Streptococcus agalactiae, ale także Listeria monocytogenes, katalazododatnich promieniowców Actinomyces neuii i niektórych pałeczek z grupy maczugowców - Corynebacterium striatum oraz Turicella otitidis.

## Czynnik CAMP
Czynnik CAMP jest białkiem enzymatycznym działającym jako ko-cytolizyna na częściowo zhemolizowane przez β-hemolizynę gronkowcową krwinki baranie. Powoduje on tzw. synergistyczną hemolizę.

## Wykonanie
Na powierzchni płytki agarowej z krwią posiewa się liniowo, przez środek płytki, wytwarzający β-hemolizynę szczep Staphylococcus aureus ATCC 25923. Prostopadle do tej linii posiewu, w bliskiej odległości, ale nie dotykając jej, posiewa się liniowo (kreska długości około 2 cm) badane szczepy. Płytkę inkubuje się przez 18-24 godziny w temperaturze 35 °C. Inkubacja w atmosferze CO2 przyspiesza efekt, ale wtedy dodatni wynik mogą dać także niektóre szczepy paciorkowców grupy A. Wytwarzanie czynnika CAMP objawia się wystąpieniem strefy wzmożonej hemolizy w postaci przejaśnienia, często o kształcie jasnego grota strzały w miejscu, gdzie linia posiewu badanego szczepu nachodzi na strefę hemolizy typu β gronkowca.